# Філіпенко Аркадій Дмитрович
Арка́дій Дми́трович Філіпе́нко (26 грудня 1911 (8 січня 1912), Київ — 24 серпня 1983, Київ) — український композитор. Лауреат Сталінської премії другого ступеня (1949). Народний артист УРСР (1969). Батько композитора Віталія Філіпенка.

## Біографічні дані
Народився 26 грудня 1911 (8 січня 1912) року в Пущі-Водиці (тепер частина Києва). У 1926 році вступив до професійно-технічного училища на факультет річкового транспорту. Після його закінчення працював на суднобудівному заводі. 
В 1939 році закінчив Київську консерваторію (клас Льва Ревуцького). 
Брав участь у німецько-радянській війні, служив у військовому оркестрі. Член ВКП(б) з 1947 року.
У 1948–1952 роках — відповідальний секретар, в 1954–1956 і з 1973 року — заступник голови правління Спілки композиторів УРСР. 
З 1968 року — секретар правління Спілки композиторів СРСР. 
З 1968 року — президент музичної секції Українського товариства дружби та культурних зв'язків із зарубіжними країнами.

Могила Аркадія Філіпенка

Помер в Києві 24 серпня 1983 року. Похований на Байковому кладовищі (ділянка № 1).

## Творчість

### Твори
- «Героїчна поема» і «Концертний вальс» для оркестру
- Сім струнних квартетів
- Солоспіви
- Численні дитячі пісні
- Дитяча опера «У зеленому саду» (1967, лібрето Г. Демченко)
- Музичні комедії: 
  - «Голий президент» (1967)
  - «Сто перша дружина султана» (1971)
- Музика до театральних і кіноспектаклів, радіо і телебачення
- Дві симфонії для струнного оркестру

### Фільмографія
- «Урок життя» (1955)
- «Є такий хлопець» (1956)
- «Живи, Україно!» (1957, док. фільм))
- «Чарівна ніч» (1958, к/м)
- «Якщо любиш...» (1959)
- «Мрії здійснюються» (1959)
- «Світло у вікні» (1960)
- «Вечори на хуторі біля Диканьки» (1961)
- «З днем народження» (1961)
- «Королівство кривих дзеркал» (1963)
- «Сторінка життя» (1964)[джерело?]
- «Чому посміхалися зорі» (1966, т/ф)
- «Дитина» (1967, к/м)
- «Варвара-краса, довга коса» (1969)
- «Золоті роги» (1972)

## Нагороди і премії
- Сталінська премія другого ступеня (1949)
- Медаль «За трудову відзнаку» (1951)
- Орден Трудового Червоного Прапора (24.11.1960)
- Народний артист УРСР (1969)
- Орден Жовтневої Революції (1972)

## Вшанування пам'яті

меморіальна дошка

- У 1988 році в Києві, на фасаді будинку по вулиці Станіславського, № 3, де в 1977—1983 роках жив і працював композитор, встановлено бронзову меморіальну дошку (горельєф; скульптор Микола Олексієнко, архітектор Георгій Кислий)[1].